# Albina
Albina – imię żeńskie pochodzenia łacińskiego, żeński odpowiednik imienia Albin. Prawdopodobnie wywodzi się od słowa "albus", czyli czysty, biały.
Inna hipoteza głosi, że to połączenie germańskich słów „alb” i „wini”, co ma oznaczać „przyjaciółkę elfów”.
 Patronkami tego imienia są:
- św. Albina z Lugdunum (zm. 177)
- św. Albina z Cezarei (zm. 250)
- św. Albina z Paryża

Albina imieniny obchodzi 17 lutego, 16 grudnia, 23 września.

## Znane imienniczki
- Albina Balasowa
- Albina Barańska
- Albina Achatowa
- Albina Łoginowa
- Albina Dżanabajewa
- Albina Tuzowa

Zobacz też
- (2697) Albina
- Albina (miasto)